# Szachy 960
|   | a | b | c | d | e | f | g | h |   |
| 8 | a8 – Czarny goniec · b8 – Czarny skoczek · c8 – Czarna wieża · d8 – Czarny goniec · e8 – Czarny skoczek · f8 – Czarny król · g8 – Czarna wieża · h8 – Czarny hetman · a7 – Czarny pionek · b7 – Czarny pionek · c7 – Czarny pionek · d7 – Czarny pionek · e7 – Czarny pionek · f7 – Czarny pionek · g7 – Czarny pionek · h7 – Czarny pionek · a2 – Biały pionek · b2 – Biały pionek · c2 – Biały pionek · d2 – Biały pionek · e2 – Biały pionek · f2 – Biały pionek · g2 – Biały pionek · h2 – Biały pionek · a1 – Biały goniec · b1 – Biały skoczek · c1 – Biała wieża · d1 – Biały goniec · e1 – Biały skoczek · f1 – Biały król · g1 – Biała wieża · h1 – Biały hetman | a8 – Czarny goniec · b8 – Czarny skoczek · c8 – Czarna wieża · d8 – Czarny goniec · e8 – Czarny skoczek · f8 – Czarny król · g8 – Czarna wieża · h8 – Czarny hetman · a7 – Czarny pionek · b7 – Czarny pionek · c7 – Czarny pionek · d7 – Czarny pionek · e7 – Czarny pionek · f7 – Czarny pionek · g7 – Czarny pionek · h7 – Czarny pionek · a2 – Biały pionek · b2 – Biały pionek · c2 – Biały pionek · d2 – Biały pionek · e2 – Biały pionek · f2 – Biały pionek · g2 – Biały pionek · h2 – Biały pionek · a1 – Biały goniec · b1 – Biały skoczek · c1 – Biała wieża · d1 – Biały goniec · e1 – Biały skoczek · f1 – Biały król · g1 – Biała wieża · h1 – Biały hetman | a8 – Czarny goniec · b8 – Czarny skoczek · c8 – Czarna wieża · d8 – Czarny goniec · e8 – Czarny skoczek · f8 – Czarny król · g8 – Czarna wieża · h8 – Czarny hetman · a7 – Czarny pionek · b7 – Czarny pionek · c7 – Czarny pionek · d7 – Czarny pionek · e7 – Czarny pionek · f7 – Czarny pionek · g7 – Czarny pionek · h7 – Czarny pionek · a2 – Biały pionek · b2 – Biały pionek · c2 – Biały pionek · d2 – Biały pionek · e2 – Biały pionek · f2 – Biały pionek · g2 – Biały pionek · h2 – Biały pionek · a1 – Biały goniec · b1 – Biały skoczek · c1 – Biała wieża · d1 – Biały goniec · e1 – Biały skoczek · f1 – Biały król · g1 – Biała wieża · h1 – Biały hetman | a8 – Czarny goniec · b8 – Czarny skoczek · c8 – Czarna wieża · d8 – Czarny goniec · e8 – Czarny skoczek · f8 – Czarny król · g8 – Czarna wieża · h8 – Czarny hetman · a7 – Czarny pionek · b7 – Czarny pionek · c7 – Czarny pionek · d7 – Czarny pionek · e7 – Czarny pionek · f7 – Czarny pionek · g7 – Czarny pionek · h7 – Czarny pionek · a2 – Biały pionek · b2 – Biały pionek · c2 – Biały pionek · d2 – Biały pionek · e2 – Biały pionek · f2 – Biały pionek · g2 – Biały pionek · h2 – Biały pionek · a1 – Biały goniec · b1 – Biały skoczek · c1 – Biała wieża · d1 – Biały goniec · e1 – Biały skoczek · f1 – Biały król · g1 – Biała wieża · h1 – Biały hetman | a8 – Czarny goniec · b8 – Czarny skoczek · c8 – Czarna wieża · d8 – Czarny goniec · e8 – Czarny skoczek · f8 – Czarny król · g8 – Czarna wieża · h8 – Czarny hetman · a7 – Czarny pionek · b7 – Czarny pionek · c7 – Czarny pionek · d7 – Czarny pionek · e7 – Czarny pionek · f7 – Czarny pionek · g7 – Czarny pionek · h7 – Czarny pionek · a2 – Biały pionek · b2 – Biały pionek · c2 – Biały pionek · d2 – Biały pionek · e2 – Biały pionek · f2 – Biały pionek · g2 – Biały pionek · h2 – Biały pionek · a1 – Biały goniec · b1 – Biały skoczek · c1 – Biała wieża · d1 – Biały goniec · e1 – Biały skoczek · f1 – Biały król · g1 – Biała wieża · h1 – Biały hetman | a8 – Czarny goniec · b8 – Czarny skoczek · c8 – Czarna wieża · d8 – Czarny goniec · e8 – Czarny skoczek · f8 – Czarny król · g8 – Czarna wieża · h8 – Czarny hetman · a7 – Czarny pionek · b7 – Czarny pionek · c7 – Czarny pionek · d7 – Czarny pionek · e7 – Czarny pionek · f7 – Czarny pionek · g7 – Czarny pionek · h7 – Czarny pionek · a2 – Biały pionek · b2 – Biały pionek · c2 – Biały pionek · d2 – Biały pionek · e2 – Biały pionek · f2 – Biały pionek · g2 – Biały pionek · h2 – Biały pionek · a1 – Biały goniec · b1 – Biały skoczek · c1 – Biała wieża · d1 – Biały goniec · e1 – Biały skoczek · f1 – Biały król · g1 – Biała wieża · h1 – Biały hetman | a8 – Czarny goniec · b8 – Czarny skoczek · c8 – Czarna wieża · d8 – Czarny goniec · e8 – Czarny skoczek · f8 – Czarny król · g8 – Czarna wieża · h8 – Czarny hetman · a7 – Czarny pionek · b7 – Czarny pionek · c7 – Czarny pionek · d7 – Czarny pionek · e7 – Czarny pionek · f7 – Czarny pionek · g7 – Czarny pionek · h7 – Czarny pionek · a2 – Biały pionek · b2 – Biały pionek · c2 – Biały pionek · d2 – Biały pionek · e2 – Biały pionek · f2 – Biały pionek · g2 – Biały pionek · h2 – Biały pionek · a1 – Biały goniec · b1 – Biały skoczek · c1 – Biała wieża · d1 – Biały goniec · e1 – Biały skoczek · f1 – Biały król · g1 – Biała wieża · h1 – Biały hetman | a8 – Czarny goniec · b8 – Czarny skoczek · c8 – Czarna wieża · d8 – Czarny goniec · e8 – Czarny skoczek · f8 – Czarny król · g8 – Czarna wieża · h8 – Czarny hetman · a7 – Czarny pionek · b7 – Czarny pionek · c7 – Czarny pionek · d7 – Czarny pionek · e7 – Czarny pionek · f7 – Czarny pionek · g7 – Czarny pionek · h7 – Czarny pionek · a2 – Biały pionek · b2 – Biały pionek · c2 – Biały pionek · d2 – Biały pionek · e2 – Biały pionek · f2 – Biały pionek · g2 – Biały pionek · h2 – Biały pionek · a1 – Biały goniec · b1 – Biały skoczek · c1 – Biała wieża · d1 – Biały goniec · e1 – Biały skoczek · f1 – Biały król · g1 – Biała wieża · h1 – Biały hetman | 8 |
| 7 | a8 – Czarny goniec · b8 – Czarny skoczek · c8 – Czarna wieża · d8 – Czarny goniec · e8 – Czarny skoczek · f8 – Czarny król · g8 – Czarna wieża · h8 – Czarny hetman · a7 – Czarny pionek · b7 – Czarny pionek · c7 – Czarny pionek · d7 – Czarny pionek · e7 – Czarny pionek · f7 – Czarny pionek · g7 – Czarny pionek · h7 – Czarny pionek · a2 – Biały pionek · b2 – Biały pionek · c2 – Biały pionek · d2 – Biały pionek · e2 – Biały pionek · f2 – Biały pionek · g2 – Biały pionek · h2 – Biały pionek · a1 – Biały goniec · b1 – Biały skoczek · c1 – Biała wieża · d1 – Biały goniec · e1 – Biały skoczek · f1 – Biały król · g1 – Biała wieża · h1 – Biały hetman | a8 – Czarny goniec · b8 – Czarny skoczek · c8 – Czarna wieża · d8 – Czarny goniec · e8 – Czarny skoczek · f8 – Czarny król · g8 – Czarna wieża · h8 – Czarny hetman · a7 – Czarny pionek · b7 – Czarny pionek · c7 – Czarny pionek · d7 – Czarny pionek · e7 – Czarny pionek · f7 – Czarny pionek · g7 – Czarny pionek · h7 – Czarny pionek · a2 – Biały pionek · b2 – Biały pionek · c2 – Biały pionek · d2 – Biały pionek · e2 – Biały pionek · f2 – Biały pionek · g2 – Biały pionek · h2 – Biały pionek · a1 – Biały goniec · b1 – Biały skoczek · c1 – Biała wieża · d1 – Biały goniec · e1 – Biały skoczek · f1 – Biały król · g1 – Biała wieża · h1 – Biały hetman | a8 – Czarny goniec · b8 – Czarny skoczek · c8 – Czarna wieża · d8 – Czarny goniec · e8 – Czarny skoczek · f8 – Czarny król · g8 – Czarna wieża · h8 – Czarny hetman · a7 – Czarny pionek · b7 – Czarny pionek · c7 – Czarny pionek · d7 – Czarny pionek · e7 – Czarny pionek · f7 – Czarny pionek · g7 – Czarny pionek · h7 – Czarny pionek · a2 – Biały pionek · b2 – Biały pionek · c2 – Biały pionek · d2 – Biały pionek · e2 – Biały pionek · f2 – Biały pionek · g2 – Biały pionek · h2 – Biały pionek · a1 – Biały goniec · b1 – Biały skoczek · c1 – Biała wieża · d1 – Biały goniec · e1 – Biały skoczek · f1 – Biały król · g1 – Biała wieża · h1 – Biały hetman | a8 – Czarny goniec · b8 – Czarny skoczek · c8 – Czarna wieża · d8 – Czarny goniec · e8 – Czarny skoczek · f8 – Czarny król · g8 – Czarna wieża · h8 – Czarny hetman · a7 – Czarny pionek · b7 – Czarny pionek · c7 – Czarny pionek · d7 – Czarny pionek · e7 – Czarny pionek · f7 – Czarny pionek · g7 – Czarny pionek · h7 – Czarny pionek · a2 – Biały pionek · b2 – Biały pionek · c2 – Biały pionek · d2 – Biały pionek · e2 – Biały pionek · f2 – Biały pionek · g2 – Biały pionek · h2 – Biały pionek · a1 – Biały goniec · b1 – Biały skoczek · c1 – Biała wieża · d1 – Biały goniec · e1 – Biały skoczek · f1 – Biały król · g1 – Biała wieża · h1 – Biały hetman | a8 – Czarny goniec · b8 – Czarny skoczek · c8 – Czarna wieża · d8 – Czarny goniec · e8 – Czarny skoczek · f8 – Czarny król · g8 – Czarna wieża · h8 – Czarny hetman · a7 – Czarny pionek · b7 – Czarny pionek · c7 – Czarny pionek · d7 – Czarny pionek · e7 – Czarny pionek · f7 – Czarny pionek · g7 – Czarny pionek · h7 – Czarny pionek · a2 – Biały pionek · b2 – Biały pionek · c2 – Biały pionek · d2 – Biały pionek · e2 – Biały pionek · f2 – Biały pionek · g2 – Biały pionek · h2 – Biały pionek · a1 – Biały goniec · b1 – Biały skoczek · c1 – Biała wieża · d1 – Biały goniec · e1 – Biały skoczek · f1 – Biały król · g1 – Biała wieża · h1 – Biały hetman | a8 – Czarny goniec · b8 – Czarny skoczek · c8 – Czarna wieża · d8 – Czarny goniec · e8 – Czarny skoczek · f8 – Czarny król · g8 – Czarna wieża · h8 – Czarny hetman · a7 – Czarny pionek · b7 – Czarny pionek · c7 – Czarny pionek · d7 – Czarny pionek · e7 – Czarny pionek · f7 – Czarny pionek · g7 – Czarny pionek · h7 – Czarny pionek · a2 – Biały pionek · b2 – Biały pionek · c2 – Biały pionek · d2 – Biały pionek · e2 – Biały pionek · f2 – Biały pionek · g2 – Biały pionek · h2 – Biały pionek · a1 – Biały goniec · b1 – Biały skoczek · c1 – Biała wieża · d1 – Biały goniec · e1 – Biały skoczek · f1 – Biały król · g1 – Biała wieża · h1 – Biały hetman | a8 – Czarny goniec · b8 – Czarny skoczek · c8 – Czarna wieża · d8 – Czarny goniec · e8 – Czarny skoczek · f8 – Czarny król · g8 – Czarna wieża · h8 – Czarny hetman · a7 – Czarny pionek · b7 – Czarny pionek · c7 – Czarny pionek · d7 – Czarny pionek · e7 – Czarny pionek · f7 – Czarny pionek · g7 – Czarny pionek · h7 – Czarny pionek · a2 – Biały pionek · b2 – Biały pionek · c2 – Biały pionek · d2 – Biały pionek · e2 – Biały pionek · f2 – Biały pionek · g2 – Biały pionek · h2 – Biały pionek · a1 – Biały goniec · b1 – Biały skoczek · c1 – Biała wieża · d1 – Biały goniec · e1 – Biały skoczek · f1 – Biały król · g1 – Biała wieża · h1 – Biały hetman | a8 – Czarny goniec · b8 – Czarny skoczek · c8 – Czarna wieża · d8 – Czarny goniec · e8 – Czarny skoczek · f8 – Czarny król · g8 – Czarna wieża · h8 – Czarny hetman · a7 – Czarny pionek · b7 – Czarny pionek · c7 – Czarny pionek · d7 – Czarny pionek · e7 – Czarny pionek · f7 – Czarny pionek · g7 – Czarny pionek · h7 – Czarny pionek · a2 – Biały pionek · b2 – Biały pionek · c2 – Biały pionek · d2 – Biały pionek · e2 – Biały pionek · f2 – Biały pionek · g2 – Biały pionek · h2 – Biały pionek · a1 – Biały goniec · b1 – Biały skoczek · c1 – Biała wieża · d1 – Biały goniec · e1 – Biały skoczek · f1 – Biały król · g1 – Biała wieża · h1 – Biały hetman | 7 |
| 6 | a8 – Czarny goniec · b8 – Czarny skoczek · c8 – Czarna wieża · d8 – Czarny goniec · e8 – Czarny skoczek · f8 – Czarny król · g8 – Czarna wieża · h8 – Czarny hetman · a7 – Czarny pionek · b7 – Czarny pionek · c7 – Czarny pionek · d7 – Czarny pionek · e7 – Czarny pionek · f7 – Czarny pionek · g7 – Czarny pionek · h7 – Czarny pionek · a2 – Biały pionek · b2 – Biały pionek · c2 – Biały pionek · d2 – Biały pionek · e2 – Biały pionek · f2 – Biały pionek · g2 – Biały pionek · h2 – Biały pionek · a1 – Biały goniec · b1 – Biały skoczek · c1 – Biała wieża · d1 – Biały goniec · e1 – Biały skoczek · f1 – Biały król · g1 – Biała wieża · h1 – Biały hetman | a8 – Czarny goniec · b8 – Czarny skoczek · c8 – Czarna wieża · d8 – Czarny goniec · e8 – Czarny skoczek · f8 – Czarny król · g8 – Czarna wieża · h8 – Czarny hetman · a7 – Czarny pionek · b7 – Czarny pionek · c7 – Czarny pionek · d7 – Czarny pionek · e7 – Czarny pionek · f7 – Czarny pionek · g7 – Czarny pionek · h7 – Czarny pionek · a2 – Biały pionek · b2 – Biały pionek · c2 – Biały pionek · d2 – Biały pionek · e2 – Biały pionek · f2 – Biały pionek · g2 – Biały pionek · h2 – Biały pionek · a1 – Biały goniec · b1 – Biały skoczek · c1 – Biała wieża · d1 – Biały goniec · e1 – Biały skoczek · f1 – Biały król · g1 – Biała wieża · h1 – Biały hetman | a8 – Czarny goniec · b8 – Czarny skoczek · c8 – Czarna wieża · d8 – Czarny goniec · e8 – Czarny skoczek · f8 – Czarny król · g8 – Czarna wieża · h8 – Czarny hetman · a7 – Czarny pionek · b7 – Czarny pionek · c7 – Czarny pionek · d7 – Czarny pionek · e7 – Czarny pionek · f7 – Czarny pionek · g7 – Czarny pionek · h7 – Czarny pionek · a2 – Biały pionek · b2 – Biały pionek · c2 – Biały pionek · d2 – Biały pionek · e2 – Biały pionek · f2 – Biały pionek · g2 – Biały pionek · h2 – Biały pionek · a1 – Biały goniec · b1 – Biały skoczek · c1 – Biała wieża · d1 – Biały goniec · e1 – Biały skoczek · f1 – Biały król · g1 – Biała wieża · h1 – Biały hetman | a8 – Czarny goniec · b8 – Czarny skoczek · c8 – Czarna wieża · d8 – Czarny goniec · e8 – Czarny skoczek · f8 – Czarny król · g8 – Czarna wieża · h8 – Czarny hetman · a7 – Czarny pionek · b7 – Czarny pionek · c7 – Czarny pionek · d7 – Czarny pionek · e7 – Czarny pionek · f7 – Czarny pionek · g7 – Czarny pionek · h7 – Czarny pionek · a2 – Biały pionek · b2 – Biały pionek · c2 – Biały pionek · d2 – Biały pionek · e2 – Biały pionek · f2 – Biały pionek · g2 – Biały pionek · h2 – Biały pionek · a1 – Biały goniec · b1 – Biały skoczek · c1 – Biała wieża · d1 – Biały goniec · e1 – Biały skoczek · f1 – Biały król · g1 – Biała wieża · h1 – Biały hetman | a8 – Czarny goniec · b8 – Czarny skoczek · c8 – Czarna wieża · d8 – Czarny goniec · e8 – Czarny skoczek · f8 – Czarny król · g8 – Czarna wieża · h8 – Czarny hetman · a7 – Czarny pionek · b7 – Czarny pionek · c7 – Czarny pionek · d7 – Czarny pionek · e7 – Czarny pionek · f7 – Czarny pionek · g7 – Czarny pionek · h7 – Czarny pionek · a2 – Biały pionek · b2 – Biały pionek · c2 – Biały pionek · d2 – Biały pionek · e2 – Biały pionek · f2 – Biały pionek · g2 – Biały pionek · h2 – Biały pionek · a1 – Biały goniec · b1 – Biały skoczek · c1 – Biała wieża · d1 – Biały goniec · e1 – Biały skoczek · f1 – Biały król · g1 – Biała wieża · h1 – Biały hetman | a8 – Czarny goniec · b8 – Czarny skoczek · c8 – Czarna wieża · d8 – Czarny goniec · e8 – Czarny skoczek · f8 – Czarny król · g8 – Czarna wieża · h8 – Czarny hetman · a7 – Czarny pionek · b7 – Czarny pionek · c7 – Czarny pionek · d7 – Czarny pionek · e7 – Czarny pionek · f7 – Czarny pionek · g7 – Czarny pionek · h7 – Czarny pionek · a2 – Biały pionek · b2 – Biały pionek · c2 – Biały pionek · d2 – Biały pionek · e2 – Biały pionek · f2 – Biały pionek · g2 – Biały pionek · h2 – Biały pionek · a1 – Biały goniec · b1 – Biały skoczek · c1 – Biała wieża · d1 – Biały goniec · e1 – Biały skoczek · f1 – Biały król · g1 – Biała wieża · h1 – Biały hetman | a8 – Czarny goniec · b8 – Czarny skoczek · c8 – Czarna wieża · d8 – Czarny goniec · e8 – Czarny skoczek · f8 – Czarny król · g8 – Czarna wieża · h8 – Czarny hetman · a7 – Czarny pionek · b7 – Czarny pionek · c7 – Czarny pionek · d7 – Czarny pionek · e7 – Czarny pionek · f7 – Czarny pionek · g7 – Czarny pionek · h7 – Czarny pionek · a2 – Biały pionek · b2 – Biały pionek · c2 – Biały pionek · d2 – Biały pionek · e2 – Biały pionek · f2 – Biały pionek · g2 – Biały pionek · h2 – Biały pionek · a1 – Biały goniec · b1 – Biały skoczek · c1 – Biała wieża · d1 – Biały goniec · e1 – Biały skoczek · f1 – Biały król · g1 – Biała wieża · h1 – Biały hetman | a8 – Czarny goniec · b8 – Czarny skoczek · c8 – Czarna wieża · d8 – Czarny goniec · e8 – Czarny skoczek · f8 – Czarny król · g8 – Czarna wieża · h8 – Czarny hetman · a7 – Czarny pionek · b7 – Czarny pionek · c7 – Czarny pionek · d7 – Czarny pionek · e7 – Czarny pionek · f7 – Czarny pionek · g7 – Czarny pionek · h7 – Czarny pionek · a2 – Biały pionek · b2 – Biały pionek · c2 – Biały pionek · d2 – Biały pionek · e2 – Biały pionek · f2 – Biały pionek · g2 – Biały pionek · h2 – Biały pionek · a1 – Biały goniec · b1 – Biały skoczek · c1 – Biała wieża · d1 – Biały goniec · e1 – Biały skoczek · f1 – Biały król · g1 – Biała wieża · h1 – Biały hetman | 6 |
| 5 | a8 – Czarny goniec · b8 – Czarny skoczek · c8 – Czarna wieża · d8 – Czarny goniec · e8 – Czarny skoczek · f8 – Czarny król · g8 – Czarna wieża · h8 – Czarny hetman · a7 – Czarny pionek · b7 – Czarny pionek · c7 – Czarny pionek · d7 – Czarny pionek · e7 – Czarny pionek · f7 – Czarny pionek · g7 – Czarny pionek · h7 – Czarny pionek · a2 – Biały pionek · b2 – Biały pionek · c2 – Biały pionek · d2 – Biały pionek · e2 – Biały pionek · f2 – Biały pionek · g2 – Biały pionek · h2 – Biały pionek · a1 – Biały goniec · b1 – Biały skoczek · c1 – Biała wieża · d1 – Biały goniec · e1 – Biały skoczek · f1 – Biały król · g1 – Biała wieża · h1 – Biały hetman | a8 – Czarny goniec · b8 – Czarny skoczek · c8 – Czarna wieża · d8 – Czarny goniec · e8 – Czarny skoczek · f8 – Czarny król · g8 – Czarna wieża · h8 – Czarny hetman · a7 – Czarny pionek · b7 – Czarny pionek · c7 – Czarny pionek · d7 – Czarny pionek · e7 – Czarny pionek · f7 – Czarny pionek · g7 – Czarny pionek · h7 – Czarny pionek · a2 – Biały pionek · b2 – Biały pionek · c2 – Biały pionek · d2 – Biały pionek · e2 – Biały pionek · f2 – Biały pionek · g2 – Biały pionek · h2 – Biały pionek · a1 – Biały goniec · b1 – Biały skoczek · c1 – Biała wieża · d1 – Biały goniec · e1 – Biały skoczek · f1 – Biały król · g1 – Biała wieża · h1 – Biały hetman | a8 – Czarny goniec · b8 – Czarny skoczek · c8 – Czarna wieża · d8 – Czarny goniec · e8 – Czarny skoczek · f8 – Czarny król · g8 – Czarna wieża · h8 – Czarny hetman · a7 – Czarny pionek · b7 – Czarny pionek · c7 – Czarny pionek · d7 – Czarny pionek · e7 – Czarny pionek · f7 – Czarny pionek · g7 – Czarny pionek · h7 – Czarny pionek · a2 – Biały pionek · b2 – Biały pionek · c2 – Biały pionek · d2 – Biały pionek · e2 – Biały pionek · f2 – Biały pionek · g2 – Biały pionek · h2 – Biały pionek · a1 – Biały goniec · b1 – Biały skoczek · c1 – Biała wieża · d1 – Biały goniec · e1 – Biały skoczek · f1 – Biały król · g1 – Biała wieża · h1 – Biały hetman | a8 – Czarny goniec · b8 – Czarny skoczek · c8 – Czarna wieża · d8 – Czarny goniec · e8 – Czarny skoczek · f8 – Czarny król · g8 – Czarna wieża · h8 – Czarny hetman · a7 – Czarny pionek · b7 – Czarny pionek · c7 – Czarny pionek · d7 – Czarny pionek · e7 – Czarny pionek · f7 – Czarny pionek · g7 – Czarny pionek · h7 – Czarny pionek · a2 – Biały pionek · b2 – Biały pionek · c2 – Biały pionek · d2 – Biały pionek · e2 – Biały pionek · f2 – Biały pionek · g2 – Biały pionek · h2 – Biały pionek · a1 – Biały goniec · b1 – Biały skoczek · c1 – Biała wieża · d1 – Biały goniec · e1 – Biały skoczek · f1 – Biały król · g1 – Biała wieża · h1 – Biały hetman | a8 – Czarny goniec · b8 – Czarny skoczek · c8 – Czarna wieża · d8 – Czarny goniec · e8 – Czarny skoczek · f8 – Czarny król · g8 – Czarna wieża · h8 – Czarny hetman · a7 – Czarny pionek · b7 – Czarny pionek · c7 – Czarny pionek · d7 – Czarny pionek · e7 – Czarny pionek · f7 – Czarny pionek · g7 – Czarny pionek · h7 – Czarny pionek · a2 – Biały pionek · b2 – Biały pionek · c2 – Biały pionek · d2 – Biały pionek · e2 – Biały pionek · f2 – Biały pionek · g2 – Biały pionek · h2 – Biały pionek · a1 – Biały goniec · b1 – Biały skoczek · c1 – Biała wieża · d1 – Biały goniec · e1 – Biały skoczek · f1 – Biały król · g1 – Biała wieża · h1 – Biały hetman | a8 – Czarny goniec · b8 – Czarny skoczek · c8 – Czarna wieża · d8 – Czarny goniec · e8 – Czarny skoczek · f8 – Czarny król · g8 – Czarna wieża · h8 – Czarny hetman · a7 – Czarny pionek · b7 – Czarny pionek · c7 – Czarny pionek · d7 – Czarny pionek · e7 – Czarny pionek · f7 – Czarny pionek · g7 – Czarny pionek · h7 – Czarny pionek · a2 – Biały pionek · b2 – Biały pionek · c2 – Biały pionek · d2 – Biały pionek · e2 – Biały pionek · f2 – Biały pionek · g2 – Biały pionek · h2 – Biały pionek · a1 – Biały goniec · b1 – Biały skoczek · c1 – Biała wieża · d1 – Biały goniec · e1 – Biały skoczek · f1 – Biały król · g1 – Biała wieża · h1 – Biały hetman | a8 – Czarny goniec · b8 – Czarny skoczek · c8 – Czarna wieża · d8 – Czarny goniec · e8 – Czarny skoczek · f8 – Czarny król · g8 – Czarna wieża · h8 – Czarny hetman · a7 – Czarny pionek · b7 – Czarny pionek · c7 – Czarny pionek · d7 – Czarny pionek · e7 – Czarny pionek · f7 – Czarny pionek · g7 – Czarny pionek · h7 – Czarny pionek · a2 – Biały pionek · b2 – Biały pionek · c2 – Biały pionek · d2 – Biały pionek · e2 – Biały pionek · f2 – Biały pionek · g2 – Biały pionek · h2 – Biały pionek · a1 – Biały goniec · b1 – Biały skoczek · c1 – Biała wieża · d1 – Biały goniec · e1 – Biały skoczek · f1 – Biały król · g1 – Biała wieża · h1 – Biały hetman | a8 – Czarny goniec · b8 – Czarny skoczek · c8 – Czarna wieża · d8 – Czarny goniec · e8 – Czarny skoczek · f8 – Czarny król · g8 – Czarna wieża · h8 – Czarny hetman · a7 – Czarny pionek · b7 – Czarny pionek · c7 – Czarny pionek · d7 – Czarny pionek · e7 – Czarny pionek · f7 – Czarny pionek · g7 – Czarny pionek · h7 – Czarny pionek · a2 – Biały pionek · b2 – Biały pionek · c2 – Biały pionek · d2 – Biały pionek · e2 – Biały pionek · f2 – Biały pionek · g2 – Biały pionek · h2 – Biały pionek · a1 – Biały goniec · b1 – Biały skoczek · c1 – Biała wieża · d1 – Biały goniec · e1 – Biały skoczek · f1 – Biały król · g1 – Biała wieża · h1 – Biały hetman | 5 |
| 4 | a8 – Czarny goniec · b8 – Czarny skoczek · c8 – Czarna wieża · d8 – Czarny goniec · e8 – Czarny skoczek · f8 – Czarny król · g8 – Czarna wieża · h8 – Czarny hetman · a7 – Czarny pionek · b7 – Czarny pionek · c7 – Czarny pionek · d7 – Czarny pionek · e7 – Czarny pionek · f7 – Czarny pionek · g7 – Czarny pionek · h7 – Czarny pionek · a2 – Biały pionek · b2 – Biały pionek · c2 – Biały pionek · d2 – Biały pionek · e2 – Biały pionek · f2 – Biały pionek · g2 – Biały pionek · h2 – Biały pionek · a1 – Biały goniec · b1 – Biały skoczek · c1 – Biała wieża · d1 – Biały goniec · e1 – Biały skoczek · f1 – Biały król · g1 – Biała wieża · h1 – Biały hetman | a8 – Czarny goniec · b8 – Czarny skoczek · c8 – Czarna wieża · d8 – Czarny goniec · e8 – Czarny skoczek · f8 – Czarny król · g8 – Czarna wieża · h8 – Czarny hetman · a7 – Czarny pionek · b7 – Czarny pionek · c7 – Czarny pionek · d7 – Czarny pionek · e7 – Czarny pionek · f7 – Czarny pionek · g7 – Czarny pionek · h7 – Czarny pionek · a2 – Biały pionek · b2 – Biały pionek · c2 – Biały pionek · d2 – Biały pionek · e2 – Biały pionek · f2 – Biały pionek · g2 – Biały pionek · h2 – Biały pionek · a1 – Biały goniec · b1 – Biały skoczek · c1 – Biała wieża · d1 – Biały goniec · e1 – Biały skoczek · f1 – Biały król · g1 – Biała wieża · h1 – Biały hetman | a8 – Czarny goniec · b8 – Czarny skoczek · c8 – Czarna wieża · d8 – Czarny goniec · e8 – Czarny skoczek · f8 – Czarny król · g8 – Czarna wieża · h8 – Czarny hetman · a7 – Czarny pionek · b7 – Czarny pionek · c7 – Czarny pionek · d7 – Czarny pionek · e7 – Czarny pionek · f7 – Czarny pionek · g7 – Czarny pionek · h7 – Czarny pionek · a2 – Biały pionek · b2 – Biały pionek · c2 – Biały pionek · d2 – Biały pionek · e2 – Biały pionek · f2 – Biały pionek · g2 – Biały pionek · h2 – Biały pionek · a1 – Biały goniec · b1 – Biały skoczek · c1 – Biała wieża · d1 – Biały goniec · e1 – Biały skoczek · f1 – Biały król · g1 – Biała wieża · h1 – Biały hetman | a8 – Czarny goniec · b8 – Czarny skoczek · c8 – Czarna wieża · d8 – Czarny goniec · e8 – Czarny skoczek · f8 – Czarny król · g8 – Czarna wieża · h8 – Czarny hetman · a7 – Czarny pionek · b7 – Czarny pionek · c7 – Czarny pionek · d7 – Czarny pionek · e7 – Czarny pionek · f7 – Czarny pionek · g7 – Czarny pionek · h7 – Czarny pionek · a2 – Biały pionek · b2 – Biały pionek · c2 – Biały pionek · d2 – Biały pionek · e2 – Biały pionek · f2 – Biały pionek · g2 – Biały pionek · h2 – Biały pionek · a1 – Biały goniec · b1 – Biały skoczek · c1 – Biała wieża · d1 – Biały goniec · e1 – Biały skoczek · f1 – Biały król · g1 – Biała wieża · h1 – Biały hetman | a8 – Czarny goniec · b8 – Czarny skoczek · c8 – Czarna wieża · d8 – Czarny goniec · e8 – Czarny skoczek · f8 – Czarny król · g8 – Czarna wieża · h8 – Czarny hetman · a7 – Czarny pionek · b7 – Czarny pionek · c7 – Czarny pionek · d7 – Czarny pionek · e7 – Czarny pionek · f7 – Czarny pionek · g7 – Czarny pionek · h7 – Czarny pionek · a2 – Biały pionek · b2 – Biały pionek · c2 – Biały pionek · d2 – Biały pionek · e2 – Biały pionek · f2 – Biały pionek · g2 – Biały pionek · h2 – Biały pionek · a1 – Biały goniec · b1 – Biały skoczek · c1 – Biała wieża · d1 – Biały goniec · e1 – Biały skoczek · f1 – Biały król · g1 – Biała wieża · h1 – Biały hetman | a8 – Czarny goniec · b8 – Czarny skoczek · c8 – Czarna wieża · d8 – Czarny goniec · e8 – Czarny skoczek · f8 – Czarny król · g8 – Czarna wieża · h8 – Czarny hetman · a7 – Czarny pionek · b7 – Czarny pionek · c7 – Czarny pionek · d7 – Czarny pionek · e7 – Czarny pionek · f7 – Czarny pionek · g7 – Czarny pionek · h7 – Czarny pionek · a2 – Biały pionek · b2 – Biały pionek · c2 – Biały pionek · d2 – Biały pionek · e2 – Biały pionek · f2 – Biały pionek · g2 – Biały pionek · h2 – Biały pionek · a1 – Biały goniec · b1 – Biały skoczek · c1 – Biała wieża · d1 – Biały goniec · e1 – Biały skoczek · f1 – Biały król · g1 – Biała wieża · h1 – Biały hetman | a8 – Czarny goniec · b8 – Czarny skoczek · c8 – Czarna wieża · d8 – Czarny goniec · e8 – Czarny skoczek · f8 – Czarny król · g8 – Czarna wieża · h8 – Czarny hetman · a7 – Czarny pionek · b7 – Czarny pionek · c7 – Czarny pionek · d7 – Czarny pionek · e7 – Czarny pionek · f7 – Czarny pionek · g7 – Czarny pionek · h7 – Czarny pionek · a2 – Biały pionek · b2 – Biały pionek · c2 – Biały pionek · d2 – Biały pionek · e2 – Biały pionek · f2 – Biały pionek · g2 – Biały pionek · h2 – Biały pionek · a1 – Biały goniec · b1 – Biały skoczek · c1 – Biała wieża · d1 – Biały goniec · e1 – Biały skoczek · f1 – Biały król · g1 – Biała wieża · h1 – Biały hetman | a8 – Czarny goniec · b8 – Czarny skoczek · c8 – Czarna wieża · d8 – Czarny goniec · e8 – Czarny skoczek · f8 – Czarny król · g8 – Czarna wieża · h8 – Czarny hetman · a7 – Czarny pionek · b7 – Czarny pionek · c7 – Czarny pionek · d7 – Czarny pionek · e7 – Czarny pionek · f7 – Czarny pionek · g7 – Czarny pionek · h7 – Czarny pionek · a2 – Biały pionek · b2 – Biały pionek · c2 – Biały pionek · d2 – Biały pionek · e2 – Biały pionek · f2 – Biały pionek · g2 – Biały pionek · h2 – Biały pionek · a1 – Biały goniec · b1 – Biały skoczek · c1 – Biała wieża · d1 – Biały goniec · e1 – Biały skoczek · f1 – Biały król · g1 – Biała wieża · h1 – Biały hetman | 4 |
| 3 | a8 – Czarny goniec · b8 – Czarny skoczek · c8 – Czarna wieża · d8 – Czarny goniec · e8 – Czarny skoczek · f8 – Czarny król · g8 – Czarna wieża · h8 – Czarny hetman · a7 – Czarny pionek · b7 – Czarny pionek · c7 – Czarny pionek · d7 – Czarny pionek · e7 – Czarny pionek · f7 – Czarny pionek · g7 – Czarny pionek · h7 – Czarny pionek · a2 – Biały pionek · b2 – Biały pionek · c2 – Biały pionek · d2 – Biały pionek · e2 – Biały pionek · f2 – Biały pionek · g2 – Biały pionek · h2 – Biały pionek · a1 – Biały goniec · b1 – Biały skoczek · c1 – Biała wieża · d1 – Biały goniec · e1 – Biały skoczek · f1 – Biały król · g1 – Biała wieża · h1 – Biały hetman | a8 – Czarny goniec · b8 – Czarny skoczek · c8 – Czarna wieża · d8 – Czarny goniec · e8 – Czarny skoczek · f8 – Czarny król · g8 – Czarna wieża · h8 – Czarny hetman · a7 – Czarny pionek · b7 – Czarny pionek · c7 – Czarny pionek · d7 – Czarny pionek · e7 – Czarny pionek · f7 – Czarny pionek · g7 – Czarny pionek · h7 – Czarny pionek · a2 – Biały pionek · b2 – Biały pionek · c2 – Biały pionek · d2 – Biały pionek · e2 – Biały pionek · f2 – Biały pionek · g2 – Biały pionek · h2 – Biały pionek · a1 – Biały goniec · b1 – Biały skoczek · c1 – Biała wieża · d1 – Biały goniec · e1 – Biały skoczek · f1 – Biały król · g1 – Biała wieża · h1 – Biały hetman | a8 – Czarny goniec · b8 – Czarny skoczek · c8 – Czarna wieża · d8 – Czarny goniec · e8 – Czarny skoczek · f8 – Czarny król · g8 – Czarna wieża · h8 – Czarny hetman · a7 – Czarny pionek · b7 – Czarny pionek · c7 – Czarny pionek · d7 – Czarny pionek · e7 – Czarny pionek · f7 – Czarny pionek · g7 – Czarny pionek · h7 – Czarny pionek · a2 – Biały pionek · b2 – Biały pionek · c2 – Biały pionek · d2 – Biały pionek · e2 – Biały pionek · f2 – Biały pionek · g2 – Biały pionek · h2 – Biały pionek · a1 – Biały goniec · b1 – Biały skoczek · c1 – Biała wieża · d1 – Biały goniec · e1 – Biały skoczek · f1 – Biały król · g1 – Biała wieża · h1 – Biały hetman | a8 – Czarny goniec · b8 – Czarny skoczek · c8 – Czarna wieża · d8 – Czarny goniec · e8 – Czarny skoczek · f8 – Czarny król · g8 – Czarna wieża · h8 – Czarny hetman · a7 – Czarny pionek · b7 – Czarny pionek · c7 – Czarny pionek · d7 – Czarny pionek · e7 – Czarny pionek · f7 – Czarny pionek · g7 – Czarny pionek · h7 – Czarny pionek · a2 – Biały pionek · b2 – Biały pionek · c2 – Biały pionek · d2 – Biały pionek · e2 – Biały pionek · f2 – Biały pionek · g2 – Biały pionek · h2 – Biały pionek · a1 – Biały goniec · b1 – Biały skoczek · c1 – Biała wieża · d1 – Biały goniec · e1 – Biały skoczek · f1 – Biały król · g1 – Biała wieża · h1 – Biały hetman | a8 – Czarny goniec · b8 – Czarny skoczek · c8 – Czarna wieża · d8 – Czarny goniec · e8 – Czarny skoczek · f8 – Czarny król · g8 – Czarna wieża · h8 – Czarny hetman · a7 – Czarny pionek · b7 – Czarny pionek · c7 – Czarny pionek · d7 – Czarny pionek · e7 – Czarny pionek · f7 – Czarny pionek · g7 – Czarny pionek · h7 – Czarny pionek · a2 – Biały pionek · b2 – Biały pionek · c2 – Biały pionek · d2 – Biały pionek · e2 – Biały pionek · f2 – Biały pionek · g2 – Biały pionek · h2 – Biały pionek · a1 – Biały goniec · b1 – Biały skoczek · c1 – Biała wieża · d1 – Biały goniec · e1 – Biały skoczek · f1 – Biały król · g1 – Biała wieża · h1 – Biały hetman | a8 – Czarny goniec · b8 – Czarny skoczek · c8 – Czarna wieża · d8 – Czarny goniec · e8 – Czarny skoczek · f8 – Czarny król · g8 – Czarna wieża · h8 – Czarny hetman · a7 – Czarny pionek · b7 – Czarny pionek · c7 – Czarny pionek · d7 – Czarny pionek · e7 – Czarny pionek · f7 – Czarny pionek · g7 – Czarny pionek · h7 – Czarny pionek · a2 – Biały pionek · b2 – Biały pionek · c2 – Biały pionek · d2 – Biały pionek · e2 – Biały pionek · f2 – Biały pionek · g2 – Biały pionek · h2 – Biały pionek · a1 – Biały goniec · b1 – Biały skoczek · c1 – Biała wieża · d1 – Biały goniec · e1 – Biały skoczek · f1 – Biały król · g1 – Biała wieża · h1 – Biały hetman | a8 – Czarny goniec · b8 – Czarny skoczek · c8 – Czarna wieża · d8 – Czarny goniec · e8 – Czarny skoczek · f8 – Czarny król · g8 – Czarna wieża · h8 – Czarny hetman · a7 – Czarny pionek · b7 – Czarny pionek · c7 – Czarny pionek · d7 – Czarny pionek · e7 – Czarny pionek · f7 – Czarny pionek · g7 – Czarny pionek · h7 – Czarny pionek · a2 – Biały pionek · b2 – Biały pionek · c2 – Biały pionek · d2 – Biały pionek · e2 – Biały pionek · f2 – Biały pionek · g2 – Biały pionek · h2 – Biały pionek · a1 – Biały goniec · b1 – Biały skoczek · c1 – Biała wieża · d1 – Biały goniec · e1 – Biały skoczek · f1 – Biały król · g1 – Biała wieża · h1 – Biały hetman | a8 – Czarny goniec · b8 – Czarny skoczek · c8 – Czarna wieża · d8 – Czarny goniec · e8 – Czarny skoczek · f8 – Czarny król · g8 – Czarna wieża · h8 – Czarny hetman · a7 – Czarny pionek · b7 – Czarny pionek · c7 – Czarny pionek · d7 – Czarny pionek · e7 – Czarny pionek · f7 – Czarny pionek · g7 – Czarny pionek · h7 – Czarny pionek · a2 – Biały pionek · b2 – Biały pionek · c2 – Biały pionek · d2 – Biały pionek · e2 – Biały pionek · f2 – Biały pionek · g2 – Biały pionek · h2 – Biały pionek · a1 – Biały goniec · b1 – Biały skoczek · c1 – Biała wieża · d1 – Biały goniec · e1 – Biały skoczek · f1 – Biały król · g1 – Biała wieża · h1 – Biały hetman | 3 |
| 2 | a8 – Czarny goniec · b8 – Czarny skoczek · c8 – Czarna wieża · d8 – Czarny goniec · e8 – Czarny skoczek · f8 – Czarny król · g8 – Czarna wieża · h8 – Czarny hetman · a7 – Czarny pionek · b7 – Czarny pionek · c7 – Czarny pionek · d7 – Czarny pionek · e7 – Czarny pionek · f7 – Czarny pionek · g7 – Czarny pionek · h7 – Czarny pionek · a2 – Biały pionek · b2 – Biały pionek · c2 – Biały pionek · d2 – Biały pionek · e2 – Biały pionek · f2 – Biały pionek · g2 – Biały pionek · h2 – Biały pionek · a1 – Biały goniec · b1 – Biały skoczek · c1 – Biała wieża · d1 – Biały goniec · e1 – Biały skoczek · f1 – Biały król · g1 – Biała wieża · h1 – Biały hetman | a8 – Czarny goniec · b8 – Czarny skoczek · c8 – Czarna wieża · d8 – Czarny goniec · e8 – Czarny skoczek · f8 – Czarny król · g8 – Czarna wieża · h8 – Czarny hetman · a7 – Czarny pionek · b7 – Czarny pionek · c7 – Czarny pionek · d7 – Czarny pionek · e7 – Czarny pionek · f7 – Czarny pionek · g7 – Czarny pionek · h7 – Czarny pionek · a2 – Biały pionek · b2 – Biały pionek · c2 – Biały pionek · d2 – Biały pionek · e2 – Biały pionek · f2 – Biały pionek · g2 – Biały pionek · h2 – Biały pionek · a1 – Biały goniec · b1 – Biały skoczek · c1 – Biała wieża · d1 – Biały goniec · e1 – Biały skoczek · f1 – Biały król · g1 – Biała wieża · h1 – Biały hetman | a8 – Czarny goniec · b8 – Czarny skoczek · c8 – Czarna wieża · d8 – Czarny goniec · e8 – Czarny skoczek · f8 – Czarny król · g8 – Czarna wieża · h8 – Czarny hetman · a7 – Czarny pionek · b7 – Czarny pionek · c7 – Czarny pionek · d7 – Czarny pionek · e7 – Czarny pionek · f7 – Czarny pionek · g7 – Czarny pionek · h7 – Czarny pionek · a2 – Biały pionek · b2 – Biały pionek · c2 – Biały pionek · d2 – Biały pionek · e2 – Biały pionek · f2 – Biały pionek · g2 – Biały pionek · h2 – Biały pionek · a1 – Biały goniec · b1 – Biały skoczek · c1 – Biała wieża · d1 – Biały goniec · e1 – Biały skoczek · f1 – Biały król · g1 – Biała wieża · h1 – Biały hetman | a8 – Czarny goniec · b8 – Czarny skoczek · c8 – Czarna wieża · d8 – Czarny goniec · e8 – Czarny skoczek · f8 – Czarny król · g8 – Czarna wieża · h8 – Czarny hetman · a7 – Czarny pionek · b7 – Czarny pionek · c7 – Czarny pionek · d7 – Czarny pionek · e7 – Czarny pionek · f7 – Czarny pionek · g7 – Czarny pionek · h7 – Czarny pionek · a2 – Biały pionek · b2 – Biały pionek · c2 – Biały pionek · d2 – Biały pionek · e2 – Biały pionek · f2 – Biały pionek · g2 – Biały pionek · h2 – Biały pionek · a1 – Biały goniec · b1 – Biały skoczek · c1 – Biała wieża · d1 – Biały goniec · e1 – Biały skoczek · f1 – Biały król · g1 – Biała wieża · h1 – Biały hetman | a8 – Czarny goniec · b8 – Czarny skoczek · c8 – Czarna wieża · d8 – Czarny goniec · e8 – Czarny skoczek · f8 – Czarny król · g8 – Czarna wieża · h8 – Czarny hetman · a7 – Czarny pionek · b7 – Czarny pionek · c7 – Czarny pionek · d7 – Czarny pionek · e7 – Czarny pionek · f7 – Czarny pionek · g7 – Czarny pionek · h7 – Czarny pionek · a2 – Biały pionek · b2 – Biały pionek · c2 – Biały pionek · d2 – Biały pionek · e2 – Biały pionek · f2 – Biały pionek · g2 – Biały pionek · h2 – Biały pionek · a1 – Biały goniec · b1 – Biały skoczek · c1 – Biała wieża · d1 – Biały goniec · e1 – Biały skoczek · f1 – Biały król · g1 – Biała wieża · h1 – Biały hetman | a8 – Czarny goniec · b8 – Czarny skoczek · c8 – Czarna wieża · d8 – Czarny goniec · e8 – Czarny skoczek · f8 – Czarny król · g8 – Czarna wieża · h8 – Czarny hetman · a7 – Czarny pionek · b7 – Czarny pionek · c7 – Czarny pionek · d7 – Czarny pionek · e7 – Czarny pionek · f7 – Czarny pionek · g7 – Czarny pionek · h7 – Czarny pionek · a2 – Biały pionek · b2 – Biały pionek · c2 – Biały pionek · d2 – Biały pionek · e2 – Biały pionek · f2 – Biały pionek · g2 – Biały pionek · h2 – Biały pionek · a1 – Biały goniec · b1 – Biały skoczek · c1 – Biała wieża · d1 – Biały goniec · e1 – Biały skoczek · f1 – Biały król · g1 – Biała wieża · h1 – Biały hetman | a8 – Czarny goniec · b8 – Czarny skoczek · c8 – Czarna wieża · d8 – Czarny goniec · e8 – Czarny skoczek · f8 – Czarny król · g8 – Czarna wieża · h8 – Czarny hetman · a7 – Czarny pionek · b7 – Czarny pionek · c7 – Czarny pionek · d7 – Czarny pionek · e7 – Czarny pionek · f7 – Czarny pionek · g7 – Czarny pionek · h7 – Czarny pionek · a2 – Biały pionek · b2 – Biały pionek · c2 – Biały pionek · d2 – Biały pionek · e2 – Biały pionek · f2 – Biały pionek · g2 – Biały pionek · h2 – Biały pionek · a1 – Biały goniec · b1 – Biały skoczek · c1 – Biała wieża · d1 – Biały goniec · e1 – Biały skoczek · f1 – Biały król · g1 – Biała wieża · h1 – Biały hetman | a8 – Czarny goniec · b8 – Czarny skoczek · c8 – Czarna wieża · d8 – Czarny goniec · e8 – Czarny skoczek · f8 – Czarny król · g8 – Czarna wieża · h8 – Czarny hetman · a7 – Czarny pionek · b7 – Czarny pionek · c7 – Czarny pionek · d7 – Czarny pionek · e7 – Czarny pionek · f7 – Czarny pionek · g7 – Czarny pionek · h7 – Czarny pionek · a2 – Biały pionek · b2 – Biały pionek · c2 – Biały pionek · d2 – Biały pionek · e2 – Biały pionek · f2 – Biały pionek · g2 – Biały pionek · h2 – Biały pionek · a1 – Biały goniec · b1 – Biały skoczek · c1 – Biała wieża · d1 – Biały goniec · e1 – Biały skoczek · f1 – Biały król · g1 – Biała wieża · h1 – Biały hetman | 2 |
| 1 | a8 – Czarny goniec · b8 – Czarny skoczek · c8 – Czarna wieża · d8 – Czarny goniec · e8 – Czarny skoczek · f8 – Czarny król · g8 – Czarna wieża · h8 – Czarny hetman · a7 – Czarny pionek · b7 – Czarny pionek · c7 – Czarny pionek · d7 – Czarny pionek · e7 – Czarny pionek · f7 – Czarny pionek · g7 – Czarny pionek · h7 – Czarny pionek · a2 – Biały pionek · b2 – Biały pionek · c2 – Biały pionek · d2 – Biały pionek · e2 – Biały pionek · f2 – Biały pionek · g2 – Biały pionek · h2 – Biały pionek · a1 – Biały goniec · b1 – Biały skoczek · c1 – Biała wieża · d1 – Biały goniec · e1 – Biały skoczek · f1 – Biały król · g1 – Biała wieża · h1 – Biały hetman | a8 – Czarny goniec · b8 – Czarny skoczek · c8 – Czarna wieża · d8 – Czarny goniec · e8 – Czarny skoczek · f8 – Czarny król · g8 – Czarna wieża · h8 – Czarny hetman · a7 – Czarny pionek · b7 – Czarny pionek · c7 – Czarny pionek · d7 – Czarny pionek · e7 – Czarny pionek · f7 – Czarny pionek · g7 – Czarny pionek · h7 – Czarny pionek · a2 – Biały pionek · b2 – Biały pionek · c2 – Biały pionek · d2 – Biały pionek · e2 – Biały pionek · f2 – Biały pionek · g2 – Biały pionek · h2 – Biały pionek · a1 – Biały goniec · b1 – Biały skoczek · c1 – Biała wieża · d1 – Biały goniec · e1 – Biały skoczek · f1 – Biały król · g1 – Biała wieża · h1 – Biały hetman | a8 – Czarny goniec · b8 – Czarny skoczek · c8 – Czarna wieża · d8 – Czarny goniec · e8 – Czarny skoczek · f8 – Czarny król · g8 – Czarna wieża · h8 – Czarny hetman · a7 – Czarny pionek · b7 – Czarny pionek · c7 – Czarny pionek · d7 – Czarny pionek · e7 – Czarny pionek · f7 – Czarny pionek · g7 – Czarny pionek · h7 – Czarny pionek · a2 – Biały pionek · b2 – Biały pionek · c2 – Biały pionek · d2 – Biały pionek · e2 – Biały pionek · f2 – Biały pionek · g2 – Biały pionek · h2 – Biały pionek · a1 – Biały goniec · b1 – Biały skoczek · c1 – Biała wieża · d1 – Biały goniec · e1 – Biały skoczek · f1 – Biały król · g1 – Biała wieża · h1 – Biały hetman | a8 – Czarny goniec · b8 – Czarny skoczek · c8 – Czarna wieża · d8 – Czarny goniec · e8 – Czarny skoczek · f8 – Czarny król · g8 – Czarna wieża · h8 – Czarny hetman · a7 – Czarny pionek · b7 – Czarny pionek · c7 – Czarny pionek · d7 – Czarny pionek · e7 – Czarny pionek · f7 – Czarny pionek · g7 – Czarny pionek · h7 – Czarny pionek · a2 – Biały pionek · b2 – Biały pionek · c2 – Biały pionek · d2 – Biały pionek · e2 – Biały pionek · f2 – Biały pionek · g2 – Biały pionek · h2 – Biały pionek · a1 – Biały goniec · b1 – Biały skoczek · c1 – Biała wieża · d1 – Biały goniec · e1 – Biały skoczek · f1 – Biały król · g1 – Biała wieża · h1 – Biały hetman | a8 – Czarny goniec · b8 – Czarny skoczek · c8 – Czarna wieża · d8 – Czarny goniec · e8 – Czarny skoczek · f8 – Czarny król · g8 – Czarna wieża · h8 – Czarny hetman · a7 – Czarny pionek · b7 – Czarny pionek · c7 – Czarny pionek · d7 – Czarny pionek · e7 – Czarny pionek · f7 – Czarny pionek · g7 – Czarny pionek · h7 – Czarny pionek · a2 – Biały pionek · b2 – Biały pionek · c2 – Biały pionek · d2 – Biały pionek · e2 – Biały pionek · f2 – Biały pionek · g2 – Biały pionek · h2 – Biały pionek · a1 – Biały goniec · b1 – Biały skoczek · c1 – Biała wieża · d1 – Biały goniec · e1 – Biały skoczek · f1 – Biały król · g1 – Biała wieża · h1 – Biały hetman | a8 – Czarny goniec · b8 – Czarny skoczek · c8 – Czarna wieża · d8 – Czarny goniec · e8 – Czarny skoczek · f8 – Czarny król · g8 – Czarna wieża · h8 – Czarny hetman · a7 – Czarny pionek · b7 – Czarny pionek · c7 – Czarny pionek · d7 – Czarny pionek · e7 – Czarny pionek · f7 – Czarny pionek · g7 – Czarny pionek · h7 – Czarny pionek · a2 – Biały pionek · b2 – Biały pionek · c2 – Biały pionek · d2 – Biały pionek · e2 – Biały pionek · f2 – Biały pionek · g2 – Biały pionek · h2 – Biały pionek · a1 – Biały goniec · b1 – Biały skoczek · c1 – Biała wieża · d1 – Biały goniec · e1 – Biały skoczek · f1 – Biały król · g1 – Biała wieża · h1 – Biały hetman | a8 – Czarny goniec · b8 – Czarny skoczek · c8 – Czarna wieża · d8 – Czarny goniec · e8 – Czarny skoczek · f8 – Czarny król · g8 – Czarna wieża · h8 – Czarny hetman · a7 – Czarny pionek · b7 – Czarny pionek · c7 – Czarny pionek · d7 – Czarny pionek · e7 – Czarny pionek · f7 – Czarny pionek · g7 – Czarny pionek · h7 – Czarny pionek · a2 – Biały pionek · b2 – Biały pionek · c2 – Biały pionek · d2 – Biały pionek · e2 – Biały pionek · f2 – Biały pionek · g2 – Biały pionek · h2 – Biały pionek · a1 – Biały goniec · b1 – Biały skoczek · c1 – Biała wieża · d1 – Biały goniec · e1 – Biały skoczek · f1 – Biały król · g1 – Biała wieża · h1 – Biały hetman | a8 – Czarny goniec · b8 – Czarny skoczek · c8 – Czarna wieża · d8 – Czarny goniec · e8 – Czarny skoczek · f8 – Czarny król · g8 – Czarna wieża · h8 – Czarny hetman · a7 – Czarny pionek · b7 – Czarny pionek · c7 – Czarny pionek · d7 – Czarny pionek · e7 – Czarny pionek · f7 – Czarny pionek · g7 – Czarny pionek · h7 – Czarny pionek · a2 – Biały pionek · b2 – Biały pionek · c2 – Biały pionek · d2 – Biały pionek · e2 – Biały pionek · f2 – Biały pionek · g2 – Biały pionek · h2 – Biały pionek · a1 – Biały goniec · b1 – Biały skoczek · c1 – Biała wieża · d1 – Biały goniec · e1 – Biały skoczek · f1 – Biały król · g1 – Biała wieża · h1 – Biały hetman | 1 |
|   | a | b | c | d | e | f | g | h |   |

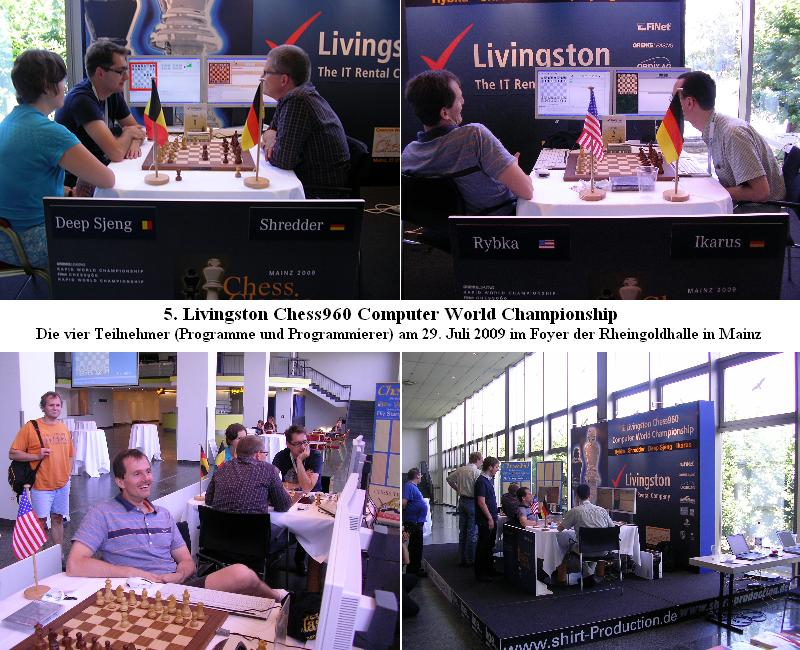
V Mistrzostwa Świata Komputerów w szachach losowych, Moguncja 2009

Szachy 960, szachy losowe, szachy Fischera – stworzona przez Bobby'ego Fischera, i po raz pierwszy zaprezentowana 19 czerwca 1996 w Buenos Aires, odmiana szachów, w której figury są umieszczone losowo na pierwszej i ósmej linii (piony są rozstawione normalnie).
Od tradycyjnych różnią się:
- ustawieniem początkowym
- zasadami wykonywania roszady.

Zasady rozmieszczenia bierek w pozycji początkowej:
- król musi znajdować się na dowolnym polu między dwiema wieżami
- gońce muszą stać na polach przeciwnych kolorów
- obaj gracze dysponują identycznym ustawieniem figur.

Zgodnie z tymi zasadami istnieje 960 (stąd nazwa tych szachów) możliwych ustawień; jednym z nich jest ustawienie tradycyjne.
Istnieje możliwość łatwego wylosowania początkowego ustawienia przy użyciu monety. Robi się to w następujący sposób:
- losuje się jedno z czterech możliwych pól dla gońca białopolowego i jedno z czterech dla gońca czarnopolowego
- pozostaje sześć pól. Król nie może stanąć na żadnym z pól skrajnych (zabrakłoby miejsca dla jednej z wież), więc dostępne mu są tylko cztery z sześciu. Losuje się jedno z nich.
- pozostaje pięć pól. Król dzieli ich linię w stosunku 1:4, 2:3, 3:2 lub 4:1. W pierwszym i czwartym przypadku jedną wieżę stawia się na jedynym dostępnym jej polu, a dla drugiej losuje się jedno z czterech dostępnych jej pól; w drugim i trzecim przypadku jednej wieży losuje się jedno z dwóch możliwych pól, a drugiej jedno z trzech możliwych pól
- pozostają trzy pola. Hetman może stanąć na dowolnym z nich, więc losuje się dla niego jedno z tych trzech.
- na pozostałych dwóch polach stawia się skoczki
- układ bierek czarnych musi być analogiczny do układu bierek białych.

Aby wylosować jedno z dwóch pól, wystarczy rzucić monetą jeden raz. Aby wylosować jedno z czterech pól, wystarczy rzucić monetą dwukrotnie. Aby wylosować jedno z trzech pól, wystarczy rzucić monetą dwukrotnie, a w wypadku wyrzucenia dwóch reszek zignorować je i ponownie dwukrotnie rzucić monetą: w tym przypadku w celu uzyskania wyniku należy wykonać średnio 8/3 rzutu. Sumując powyższe, do ustalenia całej pozycji początkowej średnio potrzeba zaledwie 11,5 rzutu monetą.
Zasady wykonania roszady muszą uwzględniać różnorodne pozycje początkowe króla i wież (wyobraźmy sobie choćby roszadę przy ustawieniu początkowym króla na c1 a wież na b1 i f1). Obowiązują te same zasady, co w normalnych szachach, ale są szerzej interpretowane:
- po roszadzie ustawienie zawsze jest takie, jak w normalnych szachach, czyli niezależnie od tego, gdzie król i wieża stały przed roszadą, po krótkiej roszadzie król stoi na g1 (czarny na g8) a wieża na f1 (f8) a po długiej roszadzie król stoi na c1 (c8) a wieża na d1 (d8) (oczywiście „krótka” i „długa” to nazwy umowne, gdyż w szachach losowych może się okazać, że „krótka” roszada będzie znacznie dłuższa od „długiej”)
- ani król, ani roszująca z nim wieża nie mogły wykonać wcześniej żadnego ruchu
- król nie może być pod szachem
- między królem a wieżą nie może stać żadna bierka (roszującego ani przeciwnika); wolne muszą być też pola końcowe (z wyjątkiem sytuacji, gdy na polu końcowym stoi wieża)
- w wyniku roszady król nie może wejść pod szach, nie może być też pod szachem żadne z pól, przez które przechodzi, roszując.

Pozycje początkowe w tej odmianie szachów mogą bardzo różnić się charakterem – niektóre z nich umożliwiają bardzo szybkie nawiązanie otwartej walki i zagrożenie królowi przeciwnika, inne skłaniają raczej do gry pozycyjnej i stopniowego rozwijania figur. Pamięciowe opanowanie debiutów ma tylko minimalne znaczenie.

## Mistrzostwa świata kobiet w szachach losowych
| Rok  | Miasto   | Uczestniczki                            | Wynik   |
| ---- | -------- | --------------------------------------- | ------- |
| 2006 | Moguncja | Aleksandra Kostieniuk – Elisabeth Pähtz | 5½ – 2½ |
| 2008 | Moguncja | Aleksandra Kostieniuk – Kateryna Łahno  | 2½ – 1½ |